# Aleksandra Gintrowska
Aleksandra Gintrowska, née le 28 mars 1991 à Szczecinek, est une chanteuse et actrice polonaise. Elle est également connue sous le pseudonyme O.L.A., qui se traduit par « le cœur du mot POLOGNE »,.

## Enfance et éducation
Gintrowska est issue d'une famille ancrée dans les traditions musicales. Un de ses grands-parents était vocaliste de chorale, un autre jouait du violon. Sa mère était chanteuse et sa sœur joue du violoncelle. Elle a étudié le chant dans les écoles de Szczecinek. Au cours de ses études primaires, elle a appris à jouer du piano. Elle a ensuite étudié au lycée privé et au «département de chant d'opéra» de «l'école de musique secondaire d'Oskar Kolberg». Elle est ensuite partie pour Varsovie où elle a obtenu son Baccalauréat international. Elle est par la suite sortie dîplomée de l'Université de Kingston, où elle a obtenu une Bachelor of Arts en théâtre et en chant d'opéra. Pendant ses journées étudiantes, elle a joué dans des chorales et des performances académiques dans des lieux tels que The Fighting Cocks ainsi que dans des comédies musicales telles que This Is Musical, Gems from the Shows et Cell Block Tango, mises en scène dans des théâtres à Londres.

## Carrière

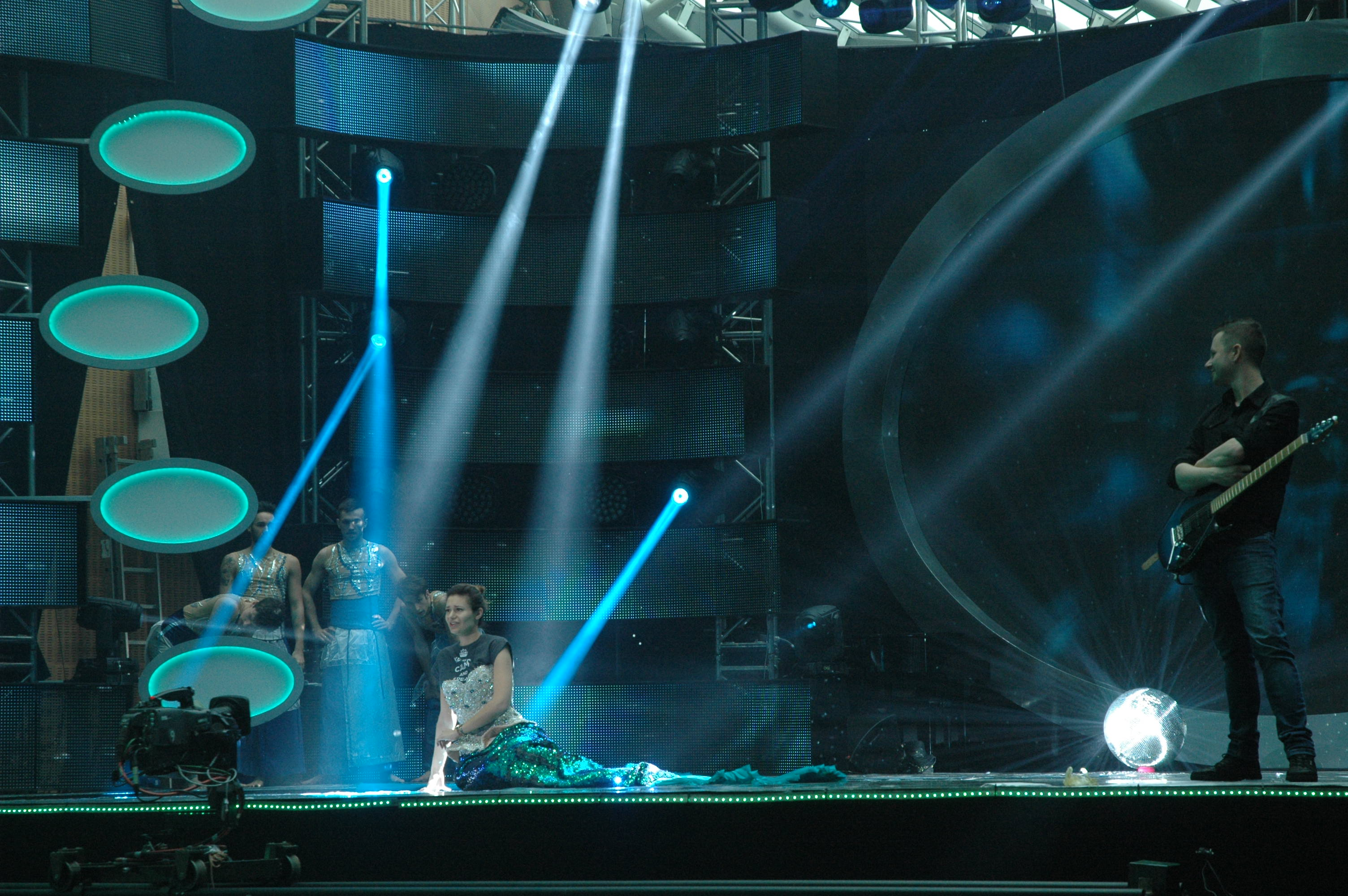
Gintrowska lors des répétitions des qualifications nationales de la Pologne pour le 61e Concours Eurovision de la chanson, en mars 2016.

En 2015, elle sort le single Missing composé par Robert Janson qui a été utilisé par Polsat comme chanson thème de leur émission Must Be the Music. En 2016, elle se qualifie en finale des qualifications nationales de concours Eurovision de la chanson. Le costume de sirène dans lequel elle est apparue est devenu le sujet de publications dans les médias à l'échelle nationale. En août 2016, elle sort le single Best That I've Felt, qui a été produit par Ryan Tedder. En décembre 2016, elle publie la chanson Rowdy, et fin janvier 2017, elle présente son premier single en polonais - White Magic, qui a été créé en collaboration avec Robert Janson. Le 17 décembre 2019, elle s'est produite en direct au concert télévisé, qui a eu lieu dans l'église paroissiale de Notre-Dame de Częstochowa à Lubin la veille de Noël et lors du concert télévisé du Nouvel An à Varsovie,.

## Discographie
- 2015 : Missing
- 2016 : Best That I've Felt
- 2016 : Rowdy
- 2017 : Biała magia